# Esquirol llistat de Barbe
L'esquirol llistat de Barbe (Tamiops barbei) és una espècie de rosegador de la família dels esciúrids. Viu a altituds d'entre 0 i 2.130 msnm a Malàisia, Myanmar, Tailàndia, el nord-oest del Vietnam i el sud de la Xina. Es tracta d'una espècie de mida mitjana del gènere Tamiops, amb una llargada de cap a gropa de 107-114 mm i un pes de 47 g. Es nodreix de les flors i el nèctar dels cirerers, així com de Mudhuca floribunda, Ficus hirta, Musa acuminata i Castanopsis acuminatissima. Durant molt de temps fou considerat una subespècie de l'esquirol llistat de l'Himàlaia (T. macclellandii). Fou anomenat en honor del reverend J. Barbe.